# 16246 Кантор
16246 Кантор (16246 Cantor) — астероїд головного поясу, відкритий 27 квітня 2000 року.
Тіссеранів параметр щодо Юпітера — 3,197.